# Tiszacsernyő
Tiszacsernyő (szlovákul: Čierna nad Tisou kiejtéseⓘ) város Szlovákiában, a Kassai kerület Tőketerebesi járásában.

## Fekvése
Királyhelmectől 11 km-re délkeletre, a Bodrogköz északkeleti szegletében fekszik. Vasúti határátkelőhely Szlovákia és Ukrajna között.

## Története

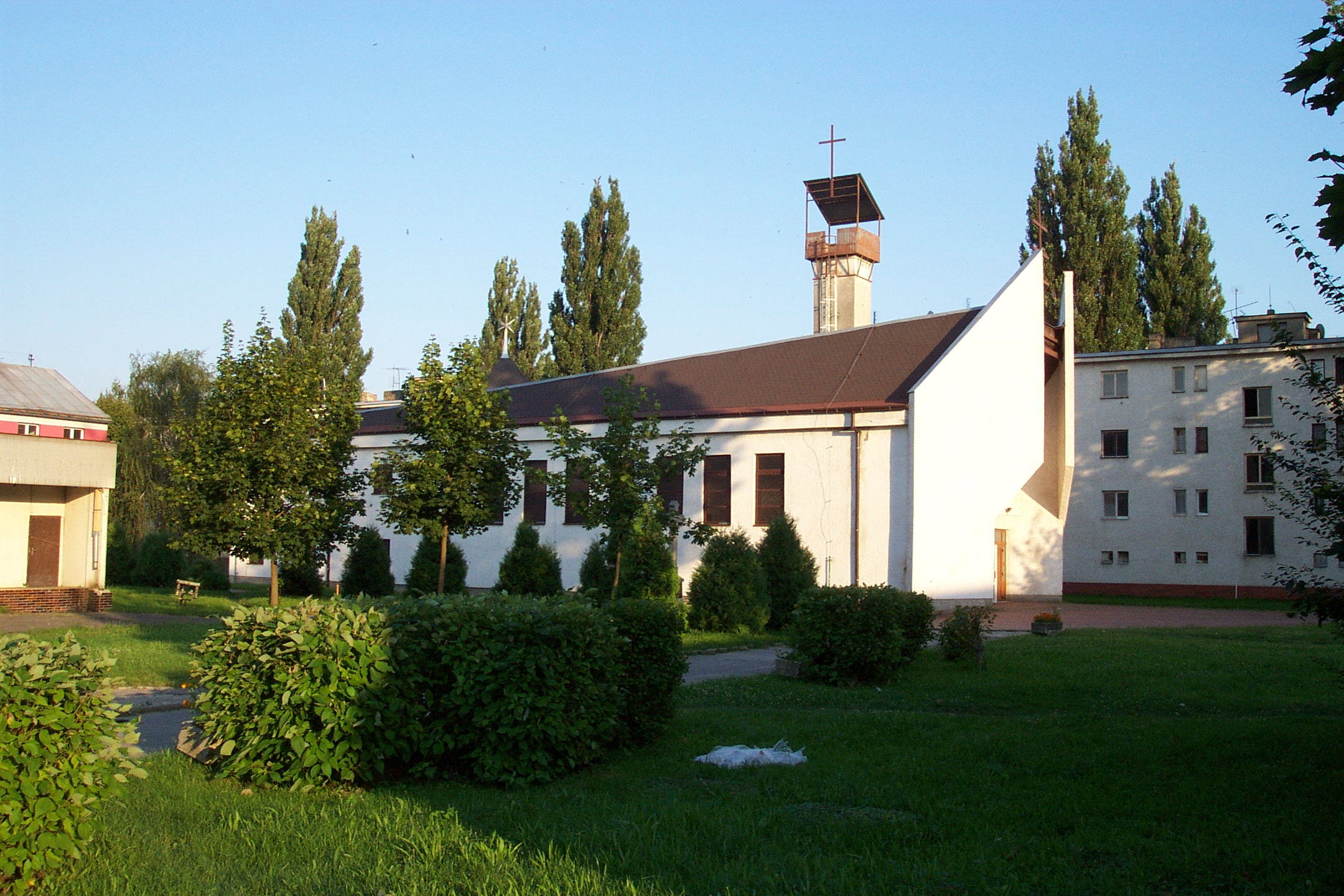
Templom

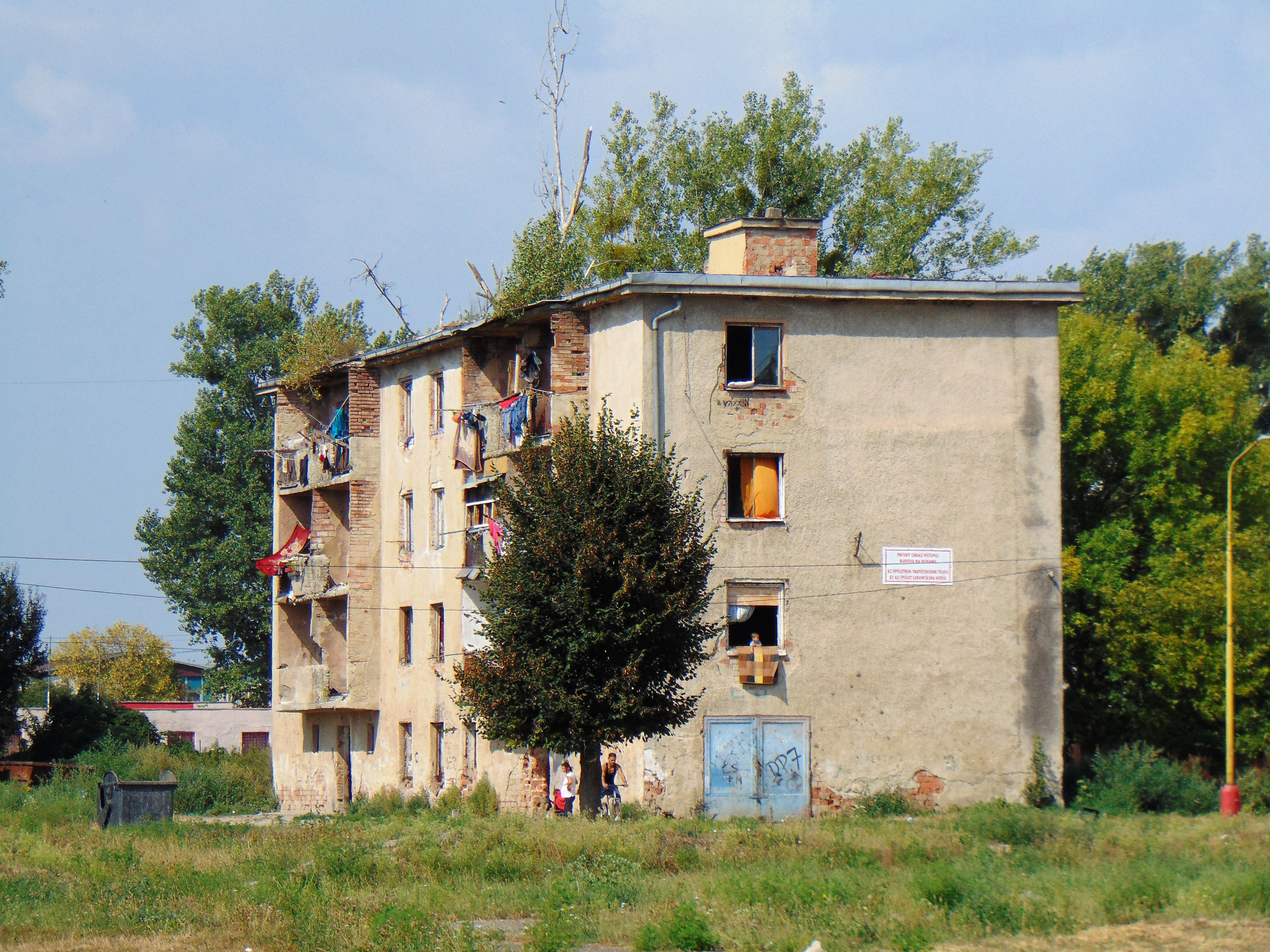
A roma gettó

A régészeti leletek tanúsága szerint a település területe már a bronzkorban lakott volt, de megtalálhatók a 9.–10. századi település nyomai is.
A 18. század végén Vályi András így ír róla: „CSERNŐ. Szabad puszta Zemplén Vármegyében.”
1910-ben még Ágcsernyő részeként jelentéktelen település volt. 1920-ig Zemplén vármegye Bodrogközi járásához tartozott. 1938 és 1945 között újra Magyarország része.
Csak 1946 után, az új csehszlovák–szovjet határ kialakulásakor indult fejlődésnek. Ekkor lett Szlovákia legnagyobb vasúti határátkelője. 1968-ban itt találkozott Alexander Dubček, a csehszlovák kommunista párt főtitkára Leonyid Brezsnyev szovjet párt-főtitkárral egy vasúti kocsiban az augusztusi szovjet „segélynyújtás”, azaz a prágai tavasz leverése előtt. 1969-ben rohamos fejlődésének köszönhetően városi rangot kapott.
Egy másik interpretáció szerint a település tulajdonképpen előd nélküli, csak 1946-ban jött létre, bár valóban kerültek hozzá területek Ágcsernyőtől és más településektől. Neve az 1946-ban született szlovák név tükörfordítása.

## Népessége
| Év:            | 1994. | 2004.    | 2014.    | 2024.   |
| -------------- | ----- | -------- | -------- | ------- |
| Emberek száma: | 5032  | 4390     | 3683     | 3367    |
| Eltérés:       |       | -12,75 % | -16,10 % | -8,57 % |

| Év:            | 2023. | 2024.   |
| -------------- | ----- | ------- |
| Emberek száma: | 3406  | 3367    |
| Eltérés:       |       | -1,14 % |

2001-ben 4645-en lakták, ebből 2792 fő magyar, 1554 szlovák és 249 cigány.
2011-ben 3885 lakosából 2419 magyar, 1298 szlovák és 16 cigány.
2021-ben 3586 lakosából 1843 magyar (51,3%), 1352 szlovák, 15 ukrán, 12 cigány, 8 albán, 6 cseh, 6 vietnami, 3 rutén, 1 orosz, 1 horvát, 339 ismeretlen nemzetiségű.